# Roger Swerts

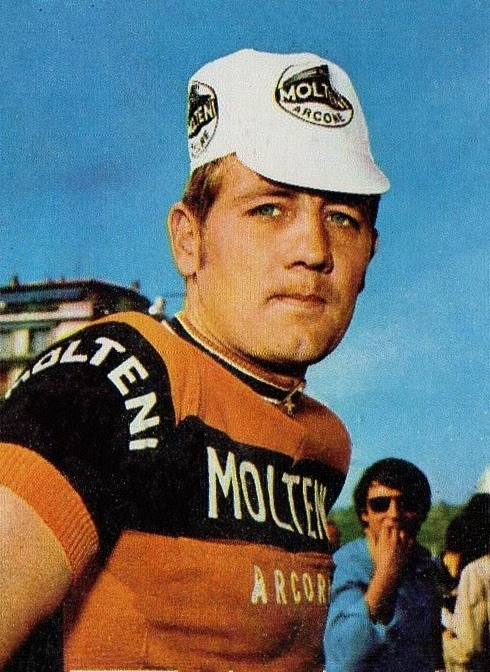
Roger Swerts (1973)

Roger Swerts (* 28. Dezember 1942 in Heusden) ist ein ehemaliger belgischer Radrennfahrer.

## Sportliche Laufbahn
Ab 1962 fuhr Roger Swerts als Amateur international Rennen. 1963 siegte er in der Schweden-Rundfahrt. 1964 nahm er am Straßenrennen der Olympischen Sommerspiele in Tokio teil und belegte den 18. Platz im olympischen Straßenrennen. Im Olympiajahr gewann er eine Etappe in der Berliner Vier-Etappenfahrt und wurde dort Gesamtdritter. Ebenfalls 1964 gewann er in Deutschland den Europapreis von Dachau sowie weitere 24 Rennen. Im Jahr darauf nahm er an der Internationalen Friedensfahrt teil und belegte den 7. Platz sowie in der Sonderwertung des Aktivsten Fahrers Platz drei.
Daraufhin erhielt er von Antonin Magne, dem Teamleiter von Mercier sofort einen Vertrag als Berufsfahrer und er wurde für die Tour-de-France-Mannschaft des Rennstalles (41. im Endklassement) nominiert. Nach dem Übertritt zu den Profis wurde er Dritter der Straßen-WM im spanischen Lasarte-Oria, hinter Tom Simpson und Raymond Poulidor. Damit war er der einzige Limburger, der bisher bei einer UCI-Weltmeisterschaft auf dem Podium stand.
1969 gewann Swerts die Meisterschaft von Zürich, 1970 den Grand Prix de Hannut, 1971 den Nationalen Sluitingsprijs, 1972 Gent–Wevelgem, den Grand Prix des Nations sowie gemeinsam mit Eddy Merckx die Trofeo Baracchi. 1974 wurde er Belgischer Meister im Straßenrennen und siegte bei der Belgien-Rundfahrt.
In den ersten drei Jahren als Profi fuhr Roger Swerts, der ein hervorragender Zeitfahrer war (neben den o. g. Rennen siegte er 1972 beim Grand Prix Forlì), für das Mercier-Radsportteam mit Poulidor, konnte sich als Belgier unter Franzosen jedoch nicht durchsetzen. Anschließend fuhr er in von Merckx dominierten Teams und konnte sein Talent nicht entfalten, wechselte die Teams, kehrte jedoch später in ein Team mit Merckx zurück. Siebenmal nahm er an der Tour de France teil, seine beste Platzierung war der 14. Rang 1972. Bei dieser Tour gewann er auch die Bergwertung am Col du Tourmalet. Bei der Vuelta a España wurde er 1973 Neunter und 1974 Zehnter der Gesamtwertung.
Nach dem Ende seiner aktiven Radsport-Karriere wurde Swerts Chauffeur eines belgischen Ministers, anschließend Sportlicher Leiter bei verschiedener Radsportteams wie Mini Flat-Vermeer Thijs, Roland-Skala, Vlaanderen 2002 und Chocolade Jacques-Topsport.